# 伊号第三百七十一潜水艦
| 画像をアップロード |                                                                     |
| 艦歴               |                                                                     |
| 計画               | 昭和18年度計画（改⑤計画）                                           |
| 起工               | 1944年3月22日                                                       |
| 進水               | 1944年7月21日                                                       |
| 就役               | 1944年10月2日                                                       |
| その後             | 1945年3月12日亡失認定                                               |
| 除籍               | 1945年4月10日                                                       |
| 性能諸元           |                                                                     |
| 排水量             | 基準1,440t、常備1,779t 水中2,215t                                   |
| 全長               | 73.50m                                                              |
| 全幅               | 8.90m                                                               |
| 吃水               | 4.76m                                                               |
| 機関               | 艦本式23号乙8型ディーゼル2基2軸 水上：1,850馬力 水中：1,200馬力     |
| 速力               | 水上：13.0kt 水中：6.5kt                                            |
| 航続距離           | 水上：10ktで5,000海里 水中：3ktで120海里                            |
| 燃料               | 重油：282トン                                                       |
| 乗員               | 55名                                                                |
| 兵装               | 40口径14cm単装砲1門 25mm単装機銃2挺 53cm魚雷発射管 艦首2門、魚雷2本 |
| 備考               | 安全潜航深度：75m 物資搭載量：艦内65トン、艦外20トン                |

伊号第三百七十一潜水艦（いごうだいさんびゃくななじゅういちせんすいかん）は、大日本帝国海軍の潜水艦。伊三百六十一型潜水艦の11番艦。トラック、メレヨン島への輸送任務中に戦没。

## 艦歴
1942年の改⑤計画第5471号艦。1944年3月22日、三菱重工業神戸造船所にて起工。同年7月21日に進水。10月2日、竣工。佐世保鎮守府籍。同日、第十一潜水戦隊に編入。
12月6日、第七潜水戦隊に編入。
12月30日、横須賀を発し、トラックおよびメレヨンへの輸送任務に従事。1945年1月18日にトラックに着き、弾薬、燃料および糧食を揚陸してメレヨンへ向かう。1月25日にメレヨンに着き、種子用甘藷など糧秣50トンや弾薬、燃料を揚陸。その後トラックに戻り、56名の便乗者を乗せて1月31日にトラックを離れ帰途に就いたが、以後消息不明となった。喪失時の状況は明らかではない。
3月12日、南洋方面で喪失と認定。84名全員戦死。
4月10日、除籍。

## 歴代艦長

### 艦長
1. 上拾石康雄 大尉：1944年10月2日 - 1945年3月12日戦死認定[9]